# Die jungen Wiener
Die jungen Wiener ist ein Walzer von Johann Strauss (Sohn) (op. 7).

## Vorgeschichte
Nach seinen ersten erfolgreichen und auch von den Journalisten sehr gelobten Auftritten im Casino Dommayer in Hietzing stellte Johann Strauss Sohn fest, dass er damit nur einen kleinen Wirkungskreis erzielen konnte. Die großen, repräsentativen Auftrittsorte in Wien hielten alle an ihren Verbindungen zu Johann Strauss (Vater) fest und auch ein großer Teil des Publikums stand auf der Seite des „alten“ Strauss.
Daraufhin wandte sich sein Sohn der Jugend zu und suchte diese nicht immer so sehr ins Wiener Leben integrierten Bevölkerungsgruppen und komponierte bewusst den Walzer Die jungen Wiener. Gleichzeitig mit der Uraufführung dieses Walzers wurde auch die Elfen-Quadrille (op. 16) erstmals gespielt.

## Aufführung
Sie fand am 22. Januar 1845 im Rahmen eines sog. Benefizballs im Casino Dommayer statt.
Die Idee, sich generell und mit diesem Walzertitel im Besonderen an die Jugend zu wenden, erwies sich als richtig, denn Strauss (Sohn) wurde damals der bevorzugte Kapellmeister der jungen Generation.

## Der Walzer
Die Einleitung des Walzers steht mit ihren kraftvollen Tönen im Gegensatz zu den wiegenden Melodien der anderen Walzerteile. Johann weitete bei diesem Walzer die von seinem Vater übernommene Form aus und gleich nach dem ersten Walzerteil gab es eine Coda, die nicht der bisherigen Walzertradition entsprach.